# M/S Kong Olav

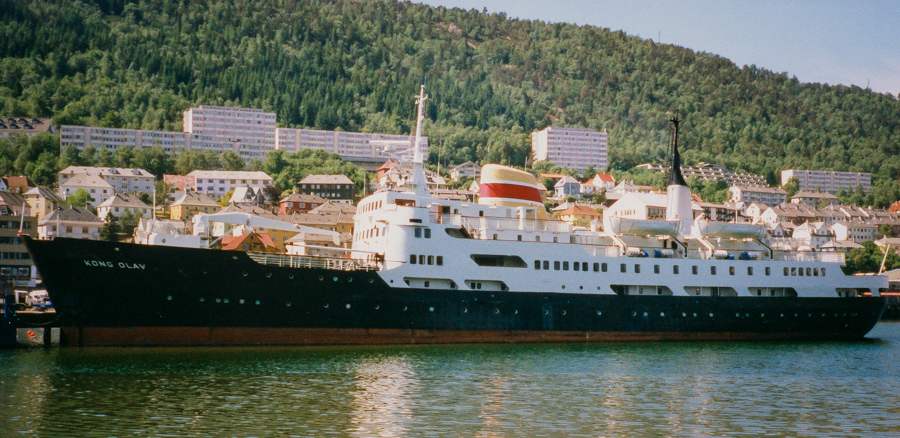
Kong Olav i Solheimsviken i Bergen, våren 1997 efter hurtigrutekarriären.

M/S Kong Olav (anropssignal LJRW) var ett passagerar- och hurtigrutefartyg, som levererades till Det Stavangerske Dampskibsselskab (DSD) i april 1964 från varvet Bergen Mekaniske Verksted, Bergen i Norge med byggnummer 433, till en kostnad av 16,5 miljoner norska kronor. Fartyget användes under 33 år på Hurtigruten mellan Bergen och Kirkenes i Norge, från 1964 till 1997. Upphuggning och skrotning av Kong Olav påbörjades i Thailand under augusti 2018.

## Historik

### Hurtigruten
Under andra världskriget blev flera av de fartyg som trafikerade Hurtigruten skadade eller sänkta, och måste ersättas med äldre skepp med mindre komfort, varför man efter krigsslutet sjösatte ett flertal nybyggda fartyg. Kong Olav var det trettonde nybygget efter kriget, och det tredje hurtigrutsfartyget som byggdes efter kriget. Kong Olav ersatte fartyget MS Sanct Svithun vilket förliste 1962 varvid 41 människor omkom, och döptes av Det Stavangerske Dampskibsselskab till MS «Kong Olav» för att undvika associationer med de tragiska händelserna knutna till «Sanct Svithun»-namnet.
Fartyget sjösattes den 15 november 1963 och överlämnades till rederiet den 11 april 1964. Jungfruturen påbörjades den 11 maj 1964 och fartyget gick mellan 1968 och 1972 i expressroute, med några avstickare till Svalbard.
1978 såldes Kong Olav till Vesteraalens Dampskibsselskab för  17,5 miljoner norska kronor, varvid skorstenen målades om och fartyget fick en ny hemmahamn i Stokmarknes. Under 1986 renoverades fartyget med bland annat utbyte av motor och kranen. Den 20 april 1987 grundstötte hon vid Rørvik (Vikna) på grund av avbrott i fartygets elkraftförsörjning. Efter nya företagsfusioner 1988 fick hon ny hemmahamn i Narvik.
Den 31 juli 1994 grundstötte Kong Olav vid Florø och ådrog sig stora skador. 1997 ankom fartyget Bergen efter sin sista rundtur på Hurtigruten, och ersattes efter 33 års tjänst av det nybyggda hurtigrutefartyget M/S Nordnorge, samt erbjöds till försäljning.

### Efter Hurtigruten
1997 såldes fartyget till det Honduras-registrerade Andaman Club Co Ltd i Bangkok, Thailand, för att användas som  hotell- och kasino-skepp utanför Similan Islands i Myanmar, men fartyget låg oanvänt i flera år i Myanmar och förföll. Under sommaren 2018 siktades fartyget av ett norskt ögonvittne i en bukt i Thailand, nära gränsen till Myanmar, där hon började huggas upp under augusti månad.